# Dani Rovira (futbolista)
Daniel "Dani" Rovira (Bogotá, Colombia; 15 de diciembre de 1996) es un futbolista colombiano. Juega de defensa y su equipo actual es el Rhode Island FC de la USL Championship estadounidense.

## Trayectoria

### Inicios
Rovira jugó al soccer universitario entre 2015 y 2016 para los Dean Bulldogs del Dean College, y entre 2017 y 2018 para los Vermont Catamounts de la Universidad de Vermont.

### Profesional
El 8 de marzo de 2019, Rovira fichó por el Pittsburgh Riverhounds SC de la USL Championship.

## Clubes
| Club                      | País           | Año           |
| ------------------------- | -------------- | ------------- |
| Pittsburgh Riverhounds SC | Estados Unidos | 2019-2024     |
| Rhode Island FC           | Estados Unidos | 2025-presente |